# Museu Ajty do conhecimento local

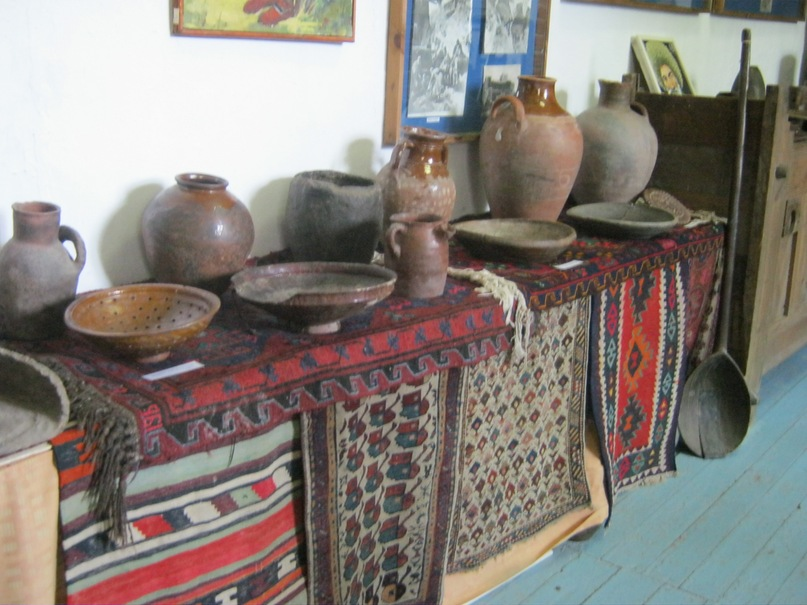
Peças de cerâmica

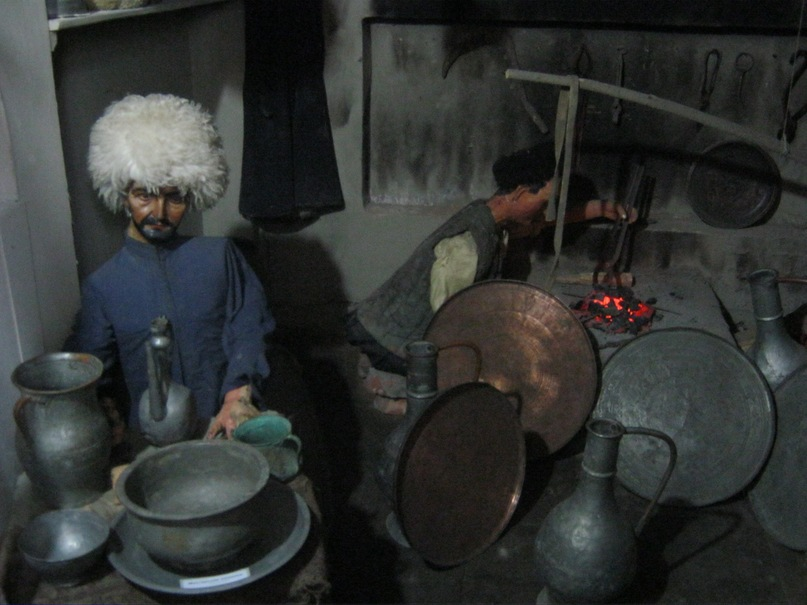
Exposição «A vida dos montanheses»

O Museu Ajty de Conhecimento Local (ou Museu das Tradições Populares de Akhtyn, em russo:  Ахтынский краеведческий музей) é um museu na cidade de Ajty que conta com dez salas, três depósitos e mais de 12 mil peças de exibição diferentes que refletem a identidade histórica, cultural e geográfica do distrito Akhtyn de Daguestão em particular, e dos lezguianos em seu conjunto. Foi o melhor museu rural da antiga URSS e está considerado um dos melhores museus rurais da Rússia moderna. É das principais atrações culturais locais.

## História
Na década de 1930, quando a escola secundária Akhtyn No. 1, considerada exemplar, obteve o segundo lugar na concorrência de toda a União Soviética, seu director, Nurudin Daglarov, decidiu criar um museu escoar de tradição local. Em 1937, as exibições do museu da escola transferiram-se ao edifício da Mesquita Akhtyn Juma, —que agora está em funcionamento—, nesse momento se entregou os armazéns de granjas coletivas. A coleção de exibições na mesquita estabeleceu-se como museu, e Nurudin Daglarov foi nomeado diretor. Portanto, o museu foi o segundo no Daguestão, precedido apenas pelo museu em Majachkalá. Durante 25 anos de gestão de Nurudin Daglarov, o fundo do museu ascendeu a 3.000 peças de exibição. Em 1963, foi sucedido por seu filho Fikret Nurudinovich Daglarov como diretor e desde 1991, o director do museu tem sido seu filho, Akhmed Fikretovich Daglarov. No mesmo ano, começaram momentos dramáticos na história do museu.

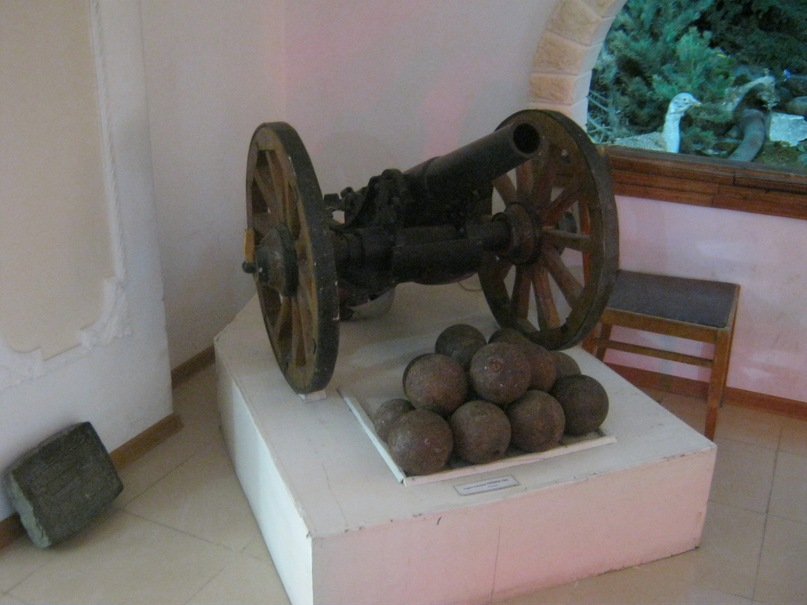
Arma do século XIX.

Em relação com o colapso da URSS, foi possível reviver a Mesquita Akhtyn Juma, cujo edifício tinha sido ocupado pelo museu. Propôs-se fechar o museu, no entanto, graças aos esforços do director e dos funcionários, o museu continuou existindo no edifício do antigo comitê distrital do PCUS. Na época soviética, o museu com frequência era visitado por turistas de toda a URSS, bem como por delegações do leste europeu. Hoje em dia, o museu aloja mais de 12 mil peças de exibição.

## Descrição

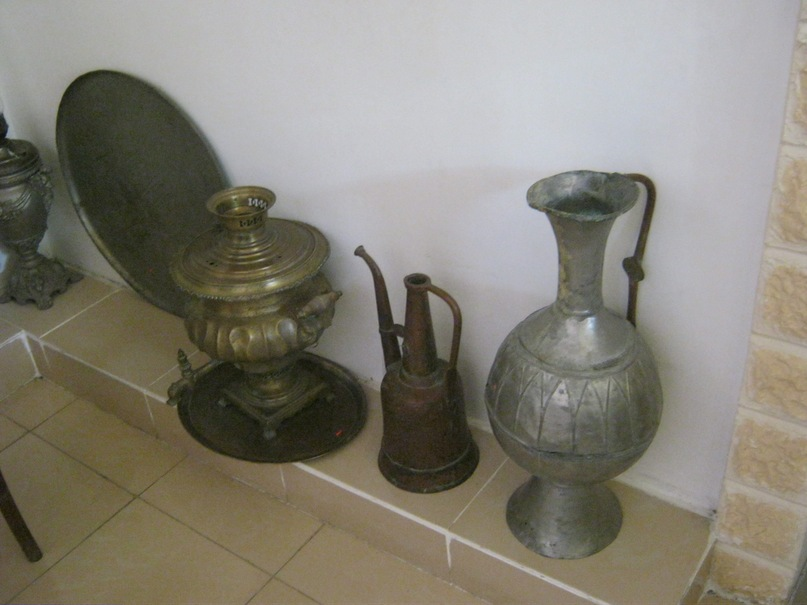
Jarras de água e de metal.

O museu contém várias exibições que representam o desenvolvimento histórico, a identidade cultural, as características geográficas e a flora e a fauna de Akhtynsky e das áreas vizinhas, desde a Idade de Pedra, até nossos dias. Os materiais do museu encontram-se em dez salas, três instalações de armazenamento, nos corredores e no vestíbulo de dois andares do edifício. Os percursos começam desde a primeira sala no térreo. Que mostra uma exposição fotográfica «Meu Lezgistão» com fotografias de povos e paisagens do sul de Daguestão. Além disto, há animais disecados e fósseis antigos, exibições geográficas e informação no corredor sobre o distrito de Akhtyn e Daguestão.

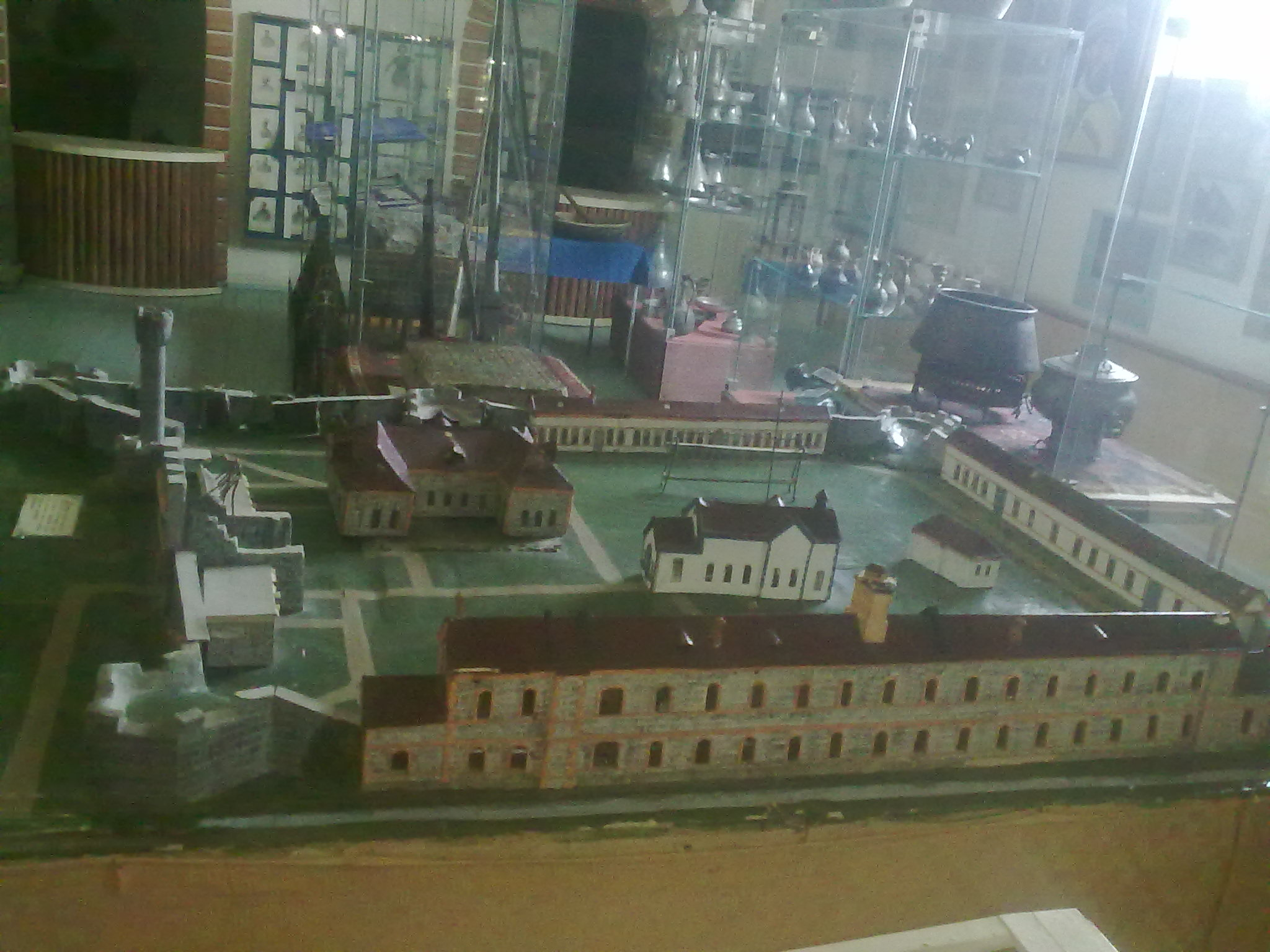
Maquete da Fortaleza de Ajtý.

No vestíbulo há um canhão de princípios do século XIX de produção de Tula, uma exposição de flora e fauna da região de Akhtyn, e pinturas. Depois segue a sala histórica, que tem incorporado uma colecção de manuscritos, moedas antigas, elementos de arquitetura, vários tipos de armas. A sala contém maquetes da Fortaleza de Ajtý, Fortificações de Derbent e Naryn-Kala. Personagens fictícias primitivos, a vida de um sakli de montanha, ferramentas, esqueletos de animais antigos e jóias femininas.
Ademais, no segundo andar há um salão dedicado à Grande Guerra Patriótica e da era soviética. A sala contém mapas militares, documentos, retratos de personalidades e outras exibições. Isto é seguido por uma sala de cultura que contém retratos e atributos de vida de prominentes nativos de Akhtyn e outros distritos de Lezgi, bem como antiguidades que têm saído da vida quotidiana dos residentes locais.

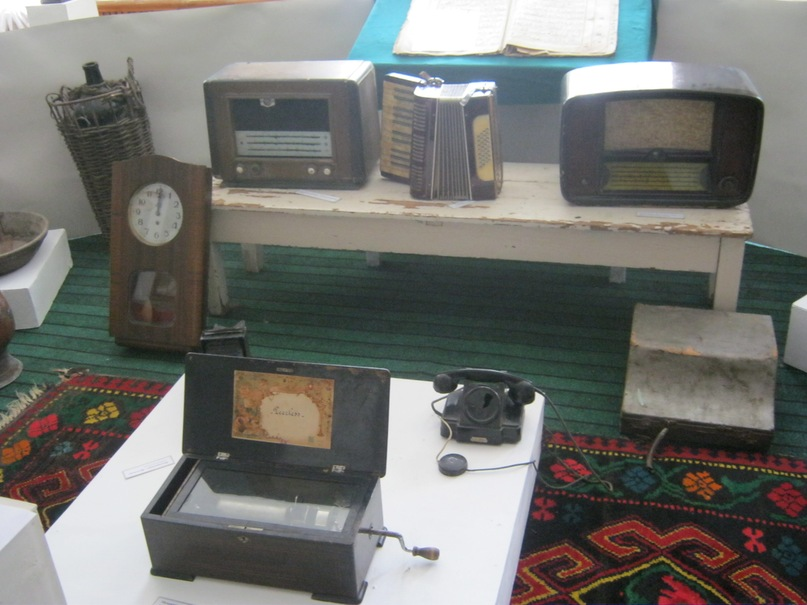
Objetos antigos.

O museu recolhe coisas velhas e em desuso para que as pessoas as conservem. Após a sala de cultura segue a sala de desportos. Muita gente do povo de Ajty tem grandes sucessos no campo dos desportos. A sala contém fotografias, xícaras, certificados e outros artigos pertencentes a atletas. O percurso termina no salão cultural. As exposições da sala dão uma ideia da cultura e a vida, a cor nacional dos lezguianos. Entre outras coisas, o salão contém vários modelos dos trajes de mulheres tradicionais dos povos de Daguestão, e uma galeria de arte que descreve eventos, tradições e costumes, a cosmovisião de Lezgin.

## Problemas do museu
Hoje em dia, o museu passa por tempos difíceis. Devido às dificuldades de financiamento, é impossível completar o trabalho necessário na revisão do edifício do museu. Um problema particular é a falta de espaço para as peça de exibição, que se encontram em armazéns, sem se mostrarem ao público.